# مری دو فرنس
مری دو فرنس (فرانسوی: Marie de France‎; سده ۱۲ (میلادی) – سده ۱۳ (میلادی)) شاعر اهل فرانسه بود که در اواخر قرن دوازدهم در انگلستان زندگی می‌کرد.